# Żabka
Жабка (пол. Żabka) — найбільша мережа невеликих продуктових крамниць біля дому, що діють у Польщі на основі франчайзингу. За кілька років діяльності компанія завоювала позицію лідера в цьому сегменті продажів на польському ринку. Материнська «Żabka Polska» володіє понад 7 103 магазинами, якими керують понад 5 700 підрядників на основі франчайзингу під брендом «Żabka».
Штаб-квартира мережі розміщена у Познані. Мережа крамниць «Żabka» обслуговується сімома логістичними центрами, які розташовані в Плевісці, Тихах, Надажині, Прущу-Гданському, Шалші, Коморниках та Тинцю Малому.

## Історія
У 1998 році у Познані та Сважендзі було відкрито перші сім експериментальних магазинів «Żabka». Того ж року було прийнято рішення про створення загальнонаціональної мережі магазинів біля дому. Мережа створена Маріушем Швітальським, колишнім власником компанії «Elektromis» і засновника групи «Eurocash» та найбільшої у Польщі мережі супермаркетів «Biedronka». Магазини були відкриті у містах з понад 5000 мешканців. На жовтень 2005 року їх було 1700.
З 2006 року по квітень 2015 року президентом компанії був Яцек Рошик, який раніше також розвивав мережу «Biedronka». У травні 2007 року Маріуш Швітальський продав мережу «Żabka» чеському інвестору «Penta Investments». 30 травня 2008 року відбулося злиття «Żabka Polska SA» та «Anura SA».
У 2009 році «Żabka Polska» відкрила нову мережу магазинів, яка пропонувала фірмові товари та послуги з телекомунікаційного обслуговування. Згодом асортимент товарів розширився на готові страви та теплі закуски, а також органічні продукти під торговою маркою «Freshmarket».
У травні 2011 року інвестиційний фонд «Mid Europa Partners» придбав 100 % акцій «Żabka Polska».
У 2012 році в рамках програми «Магазин в оренду» «Żabka Polska» взяла до обслуговування магазини поморської мережі «Zatoka», а за рік включила п'ять місцевих торгових мереж: «Agap», «Torg», «PS Food», «Dobry Choice» та «Społem Zabrze». У 2014 році компанія перейняла ще одну комерційну мережу — «Kefirek». Інвестиційна угода охопила кілька десятків магазинів, розташованих переважно у Кракові, які були включені до мережі «Żabka» або «Freshmarket». У квітні 2015 року президентом «Żabka Polska» став Кшиштоф Анджеєвський.
У 2016 році мережа «Żabka» стала офіційним спонсором Олімпійського комітету Польщі та Польської олімпійської команди Ріо 2016.
У лютому 2017 року компанія «CVC Capital Partners» стала одним із власників мережі «Żabka» — однієї з найбільших приватних компаній, що займаються акціонерним капіталом та інвестиційним консалтингом.
У 2016 році мережа розпочала перебудову своїх магазинів, а у 2017–2018 роках здійснила ребрендинг. Змінений логотип мережі та фірмовий стиль — колишня жовто-зелена колірна схема замінена на зелену, а в інтер'єрі магазинів були дерев'яні декоративні елементи. План магазину та макет полиць змінено. В асортиментів товарів з'явилися власні бренди, закуски, готові страви і продукти для сніданку. Кафе «Żabka» було створено у вибраних місцях, де пропонували каву та теплі закуски.
У 2018 році «Żabka Polska» відкрила 5300-й магазин, включаючи 500-ту торгову точку у Варшаві. Компанія також оголосила про концепцію «Магазин завтра», поєднуючи рішення щодо вдосконалення покупок і управління філіями.
З 2018 року організаційна структура «Жабки» базується на структурі товариства з обмеженою відповідальністю. З березня 2016 року президентом та генеральним директором компанії є Томаш Суханський.
Було заплановано, що до кінця 2019 року всі магазини «Freshmarket» змінять бренд на «Żabka». У січні 2020 року центральний офіс компанії перенесено до нового офісного приміщення у Познані.
У сучасних магазинах є такі види продуктів: готові страви; напої; солодощі; фрукти і овочі; молочні продукти та деякі інші базові речі.

## Проблема відповідальності партнерів
За переконаннями ряду критиків, бізнес-модель «Жабки» полягає у скиданні надмірної відповідальності на партнерів, що часто призводить до банкрутства останніх. Маржа становить лише 5 %, а партнер по франшизі повинен підписати бланк векселя, внаслідок чого «Żabka» перекидає на нього зобов'язання безумовного продажу товарів, в результаті чого при закінченні термінів придатності власник магазину бере на себе неотримання прибутку з непроданого товару і в свою чергу отримує борг перед власником франшизи. За даними ЗМІ та колишніх співробітників щонайменше три власники магазинів, які мали партнерські угоди з мережею, покінчили життя самогубством через фінансові проблеми, спричинені особливостями укладення франчайзингових угод з «Жабкою».

## Галерея
|                                             |
| Магазин мережі в місті Томашів-Мазовецький. |

|                                  |
| Магазин мережі з кафе у Варшаві. |

|                              |
| Логотип мережі до 2016 року. |

|                             |
| Достава товару до магазину. |

|      |
| Чек. |